# Dugbe River District
Dugbe River District är ett distrikt i Liberia.   Det ligger i regionen Sinoe County, i den sydöstra delen av landet, 270 km sydost om huvudstaden Monrovia.